# Síndrome de la rana hervida

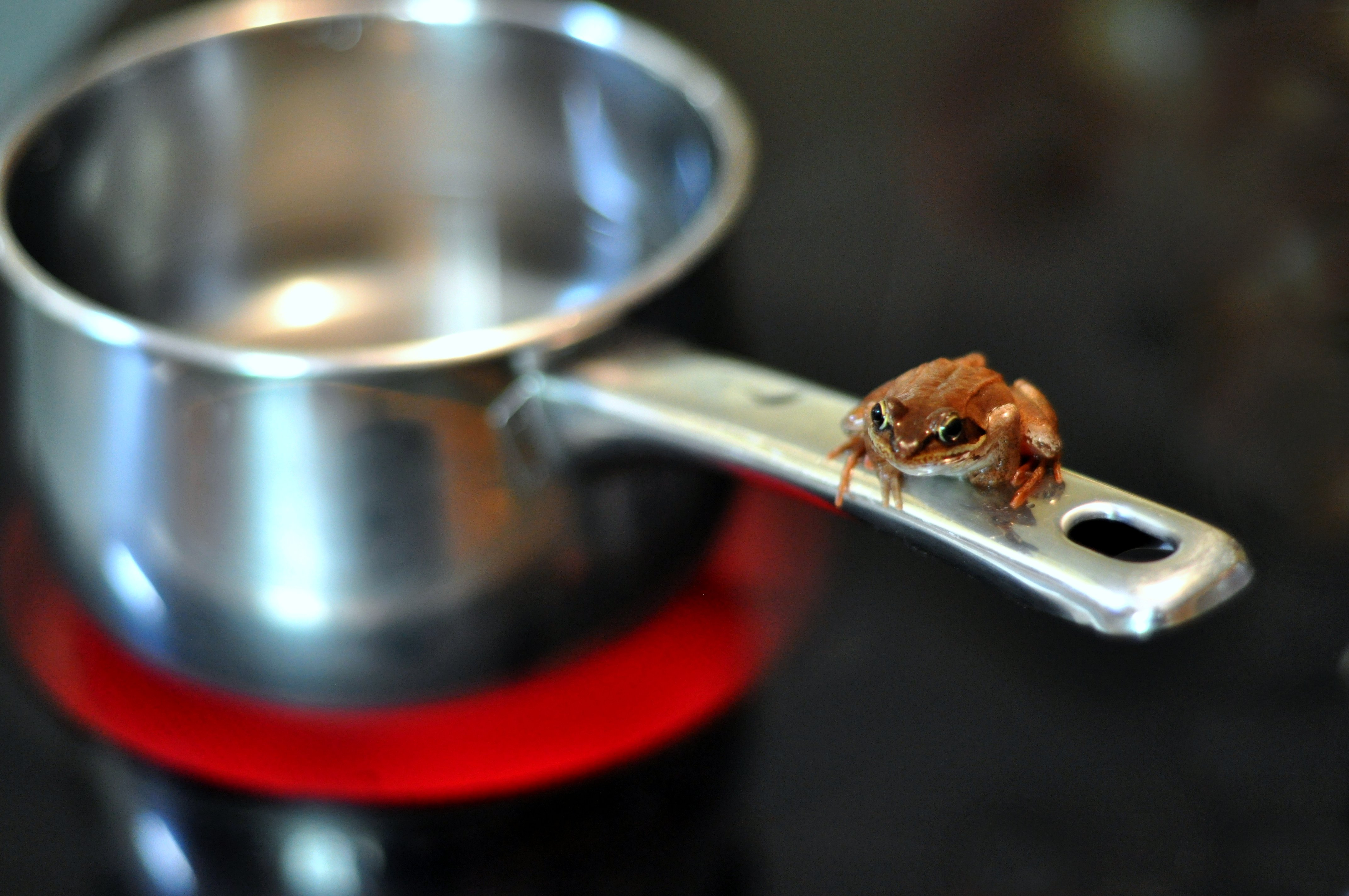
Una rana sentada en el mango de una cacerola.

El denominado síndrome de la rana hervida es una analogía que se usa para describir lo que ocurre cuando un problema se desarrolla tan lentamente que sus daños no son fáciles de percibir en lo inmediato y esa falta de conciencia de los mismos genera que no haya reacciones o que estas sean  tardías para evitar o revertir los daños que ocasiona.  La premisa es que si una rana se pone repentinamente en agua hirviendo, saltará, pero si la rana se pone en agua tibia que luego se lleva a ebullición lentamente, no percibirá el peligro y se cocerá hasta la muerte. La historia se usa a menudo como una metáfora de la incapacidad o falta de voluntad de las personas para reaccionar o ser conscientes de las amenazas siniestras que surgen gradualmente en lugar de hacerlo de repente.
Si bien algunos experimentos del siglo XIX sugirieron que la premisa subyacente es verdadera si el calentamiento es lo suficientemente gradual, según los biólogos contemporáneos, la premisa es falsa: una rana que se calienta gradualmente saltará a la superficie. De hecho, la termorregulación al cambiar de ubicación es una estrategia de supervivencia fundamentalmente necesaria para las ranas y otros ectotermos.

## Origen de la analogía
La analogía se toma del libro "La rana que no sabía que estaba hervida... y otras lecciones de vida" del escritor y filósofo franco-suizo Olivier Clerc, nacido en Ginebra, que destaca por escribir libros de autoayuda. En su libro, Clerc usa para describir este fenómeno como analogía la situación de una rana en una cazuela llena de agua a la cual se le va aumentando su temperatura lentamente, debido a que la rana regula su propia temperatura y el aumento de la temperatura es progresivamente tan lento que no puede percibirlo durante gran parte del proceso y para cuando perciba el peligro, no tendrá energía suficiente para saltar y escapar de la cazuela porque la habrá gastado en regular su temperatura para adaptarse al agua; en cambio, si la rana hubiese entrado con el agua a altas temperaturas, habría saltado al percibir como un peligro continuar allí.
Una de las controversias habidas sobre la metáfora de “la rana hervida” fue acerca de si era cierto o no el ejemplo dado; es decir, si era verdad que la rana se quedaba quieta mientras el agua se iba calentando poco a poco en la cacerola. Hoy se sabe que es un mito.

## Usos de la analogía
En un sentido general, la analogía tiene múltiples aplicaciones. A modo de ejemplo, muchas enfermedades y condiciones son consecuencia de malos hábitos, tales como la mala alimentación o la falta de actividad física y sus resultados negativos tardan años en aparecer, pasando por pequeños malestares que van ejerciendo un efecto que puedan ser considerados de poca relevancia hasta que de improviso surgen patologías más profundas que pueden resultar muy difíciles de tratar, en los casos mencionados, algunos ejemplos serían la diabetes, el colesterol, el sobrepeso, la obesidad, el alcoholismo o el tabaquismo.
En el campo de la psicología la analogía se entiende ocurre cuando un individuo es incapaz de reaccionar ante situaciones de estrés y/o maltrato sutil cuyo deterioro es progresivamente lento, haciendo que el individuo no pueda percatarse y al que se le añade la posterior creencia de no poder salir de dicha situación, provocando un desgaste emocional progresivo. Esto ocurre principalmente cuando el individuo que padece este tipo de situaciones se encuentra en un estado mental de zona de confort donde el individuo permanece pasivo ante los sucesos que experimenta y puede presentar apatía, careciendo también de incentivos. Ejemplos de problemáticas en el campo de la psicología que se relacionen con esta analogía pueden encontrarse en las relaciones de dependencia emocional o en los casos de violencia doméstica.
En el documental "Una verdad incómoda" del año 2006, el ex-vicepresidente de Estados Unidos, Al Gore, hace referencia a este fenómeno comparándolo con la situación del Calentamiento global, explicando como la humanidad se adapta a una situación que de forma progresiva genera un malestar mayor, y que es normalizada debido a su carácter progresivo, ignorando que sus consecuencias resultan cada vez más devastadoras y donde se toma conciencia del problema cuando este ya ha generado un daño irreversible.